# 蜂須賀城
蜂須賀城（はちすかじょう）は、愛知県あま市蜂須賀にあった日本の城。

## 歴史
築城年は不詳。一説には尾張国の土豪である蜂須賀氏が鎌倉時代よりこの地に住んでいたとされる。
戦国時代には蜂須賀正利の長男である蜂須賀正勝がこの城で生まれ幼少期を暮らした。しかし織田信秀との対立により土地を奪われてしまい、その後は同国丹羽郡宮後村（現在の江南市宮後町）の宮後城に生母である安井御前と移り住む。
また蜂須賀城を正勝の長男で後の徳島藩祖となる蜂須賀家政の生誕地とする説もあるが、現在は宮後城址に家政公生誕碑が建てられている。
蜂須賀城址のすぐ側には蜂須賀家の菩提寺である蓮華寺があるほか、北隣には菅安社が鎮座する。

## 交通
- 名鉄津島線「青塚駅」より徒歩で約15分。
- 東名阪自動車道「蟹江インターチェンジ」より約15分。